# Diadegma erythropoda
Diadegma erythropoda là một loài tò vò trong họ Ichneumonidae.